# Anna Garcia-Pineda
Anna Garcia-Pineda (Sabadell, 1982) és una artista llicenciada en belles arts per les universitats de Barcelona i Berlín. Ha participat en exposicions col·lectives a Londres i Nova York. És també cofundadora –juntament amb Haizea Barcenilla– del col·lectiu Damas. El 2008 va rebre la beca BCN Producció per editar Máquinas y Maquinaciones. El 2011 va participar en la Biennal de Turku (Finlàndia) i el 2013 a la Biennal d'Art Leandre Cristòfol a la Panera (Lleida). L'any 2016 ha exposat a l'Espai 13 de la Fundació Miró. Ha participat a Sabadell Obert, projecte de residències de treball i d'exposició endegat per la NauEstruch de l'Estruch i el Museu d'Art de Sabadell l'any 2012, específicament orientat al foment del teixit artístic sabadellenc.